# Lev bulgaro
Il lev (lv) (in bulgaro: лев, forma numerale plurale: лева, leva, forma del plurale non numerale: левове, levove) è la valuta ufficiale della Bulgaria fino al 1° gennaio 2026, ed è usato sotto varie forme dal 1881. Esso è diviso in 100 stotinki (стотинки, singolare стотинка stotinka). 

## Storia

### Primo lev

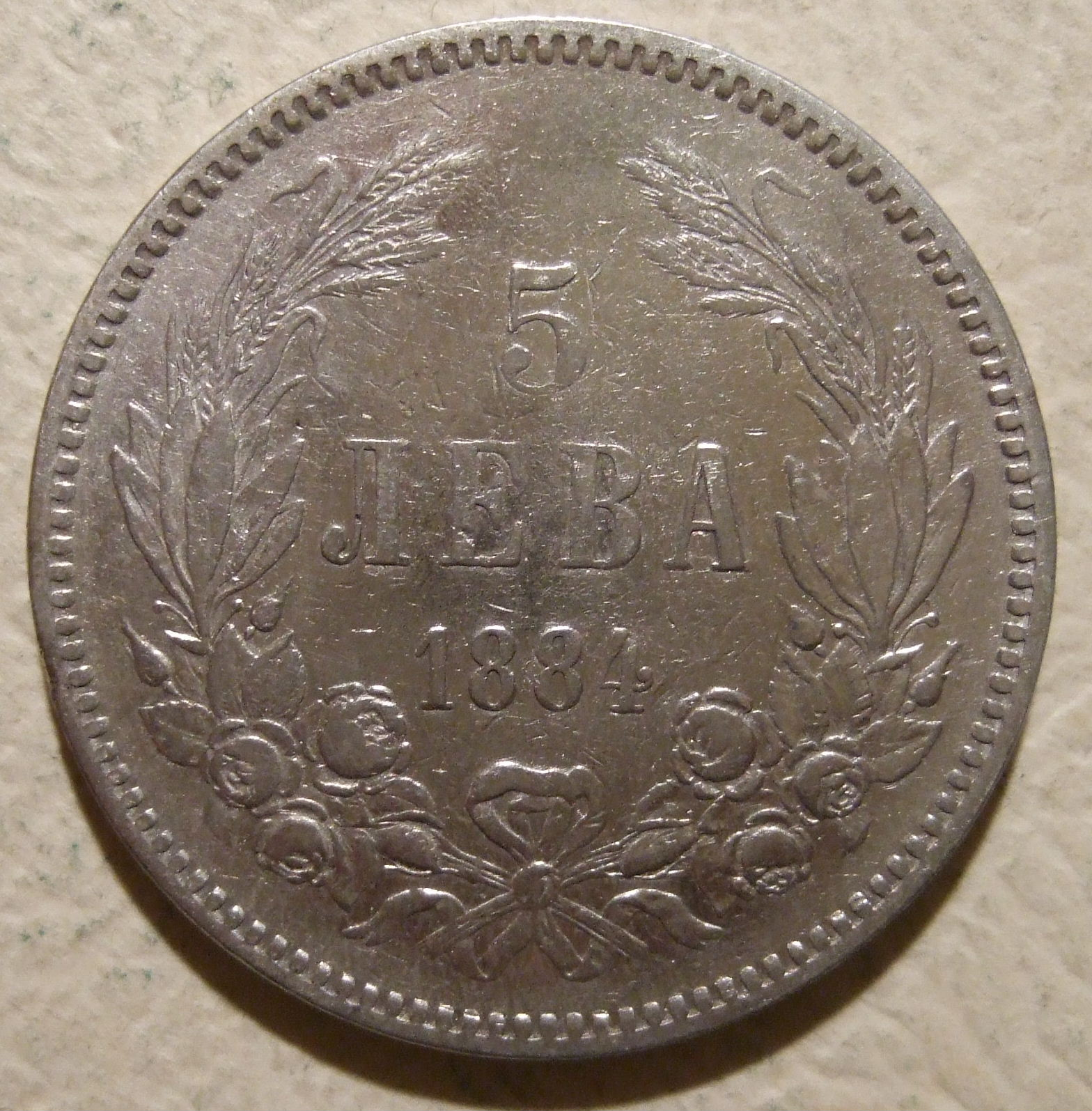
Moneta da 5 lev omologa ai contemporanei 5 franchi

Il primo lev fu coniato nel 1881 ed era null’altro che una copia locale del franco francese, essendo quindi totalmente intercambiabile con le altre valute dell’Unione Monetaria Latina tra cui la lira italiana. Questa valuta unica europea fu travolta dal primo conflitto mondiale, dopo il quale la Bulgaria si appoggiò al marco tedesco e successivamente, al rublo sovietico dopo la seconda guerra mondiale.

### Secondo lev
Un nuovo lev fu introdotto dal regime socialista nel 1952. Con la scusa dell’inflazione ereditata dalla guerra, il governo operò un esproprio proletario cambiando la vecchia valuta a tassi variabili a seconda dei casi, partendo da un valore base di 100:1, che diveniva però 200:1 per i depositi bancari e di 25:1 per i beni pubblici.

### Terzo lev
Un altro lev fu coniato nel 1962, con un tasso interno di 10:1 ma più favorevole per gli stranieri onde attrarre investimenti esteri. Pesantemente svalutato anch’esso, dopo la caduta del comunismo negli anni novanta il valore del lev è stato agganciato a quello del marco tedesco (DEM); occorrevano 1000 lev per 1 marco.

### Quarto lev
Il 5 luglio 1999 la Banca centrale bulgara decise di rivalutare la valuta nazionale, introducendo il nuovo lev con il tasso di cambio di 1000 a 1, ossia 1000 lev vecchi per un lev nuovo.
Successivamente il cambio del lev è stato fissato con l'euro con il valore di 1,95583 lev per 1 euro.
Dopo l'ingresso della Bulgaria nell'Unione europea avvenuto il 1º gennaio 2007, il lev doveva essere rimpiazzato dall'euro il 1º gennaio 2013, ma nell'aprile 2010 Sofia ha preferito rinviare ogni decisione al riguardo. A giugno 2025, la presidente della Commissione Europea, Ursula von der Leyen, annuncia l'adesione del paese all'eurozona dal 1º gennaio 2026.
Essendo il tasso di cambio fisso, il lev bulgaro è considerato espressione non decimale dell'euro.

## Monete e banconote
Le monete in circolazione hanno i seguenti valori:
- 1 стотинка / stotinka
- 2 стотинки / stotinki
- 5 стотинки / stotinki
- 10 стотинки / stotinki
- 20 стотинки / stotinki
- 50 стотинки / stotinki
- 1 лев / lev: la figura rappresentata sulla moneta da un lev è di San Ivan Rilski
- 2 лева / leva

Le banconote in circolazione hanno i seguenti valori:
- 1 лев / lev
- 2 лева / leva
- 5 лева / leva
- 10 лева / leva
- 20 лева / leva
- 50 лева / leva
- 100 лева / leva